# HD83625
HD83625 — хімічно пекулярна зоря спектрального класу A0, що має видиму зоряну величину в смузі V приблизно  6,9.
Вона  розташована на відстані близько 626,0 світлових років від Сонця.

## Фізичні характеристики
Телескоп Гіппаркос зареєстрував фотометричну змінність  даної зорі з періодом    1,08 доби в межах від  Hmin= 6,88 до  Hmax= 6,83.

## Пекулярний хімічний склад
Зоряна атмосфера HD83625 має підвищений вміст 
Si
.

## Магнітне поле
Спектр даної зорі вказує на наявність магнітного поля у її зоряній атмосфері.
Напруженість повздовжної компоненти поля оціненої з аналізу
наявних ліній металів
становить  306,1± 405,2 Гаус.